# Crowe River
Crowe River är ett vattendrag i Kanada.   Det ligger i provinsen Ontario, i den sydöstra delen av landet, 200 km sydväst om huvudstaden Ottawa.
Omgivningarna runt Crowe River är en mosaik av jordbruksmark och naturlig växtlighet. Runt Crowe River är det glesbefolkat, med 16 invånare per kvadratkilometer.